# Вортингтон (Западна Вирџинија)
Вортингтон (енгл. Worthington) град је у америчкој савезној држави Западна Вирџинија.

## Демографија
По попису из 2010. године број становника је 158, што је 12 (-7,1%) становника мање него 2000. године.
| Група             | 2000.       | 2010.       |
| Белци             | 169 (99,4%) | 152 (96,2%) |
| Афроамериканци    | 0 (0,0%)    | 0 (0,0%)    |
| Азијати           | 0 (0,0%)    | 0 (0,0%)    |
| Хиспаноамериканци | 0 (0,0%)    | 4 (2,5%)    |
| Укупно            | 170         | 158         |